# Lembaga Kajian Islam dan Sosial
Lembaga Kajian Islam Dan Sosial (LKiS), vertaald Instituut voor Islam- en Sociale Studies, is een Indonesische niet-gouvernementele organisatie die op 3 september 1993 werd opgericht in Jogjakarta. Het instituut bevordert intellectueel debat op grassrootsniveau.
LKiS is uitgever van progressieve islamboeken en houdt zich daarnaast bezig met het behartigen van diverse belangen in het land, zoals democratisering, pluralisme en geweldloosheid. De stichting brengt het bulletin Ikhtilaf uit, voert hervormingsprojecten uit in Probolinggo (Oost-Java) en Tasikmalaya (West-Java) en produceert tv- en radioprogramma's. Wekelijks verspreidt het rond 20.000 pamfletten in moskeeën.
De stichting werkt samen met onder meer de Universiteit van Boston en wordt gesponsord door onder andere USAID, Ford Foundation en ASIA Foundation. In 2002 werd het instituut onderscheiden met een Prins Claus Prijs.